# Vahka
Vahka (heute Feke) ist eine byzantinische und armenische Burg im Anti-Taurus.

## Lage
Die Burg liegt 10 km nordöstlich von Feke, 60 km nördlich der Stadt Kozan in der türkischen Provinz Adana auf einer Höhe von 1.250 Metern. Sie liegt am rechten Ufer des Göksu, eines Nebenflusses des Seyhan. Die Burg selbst liegt auf einem Felssporn von ca. 187 × 30 m, der steil aus der Umgebung hervorragt. Der Plan der Burg folgt der unregelmäßigen Topographie des Felsens.
Gasdaghôn, die Begräbnisstätte der Rubeniden, soll in der Nähe von Vahka gelegen haben.

## Forschungsgeschichte
Der Reisende F. X. Schaffer publizierte 1903 eine kurze Beschreibung der Burg. Eine baugeschichtliche Untersuchung erfolgte 1960 durch J. G. Dunbar und W. W. M. Boal mit Unterstützung des British Institute in Ankara sowie der Universität Edinburgh und des Carnegie Trust.

## Geschichte
Die byzantinische Festung wurde Ende des 11. Jahrhunderts durch Konstantin I. Herr vom Berge (1092–1100), Sohn des Ruben, erobert und blieb bis zur Krönung von Lewon II. in Tarsus der wichtigste Herrschaftssitz der Rubeniden.
1137 wurde Vahka im Zuge der Rückeroberung Kilikiens durch den byzantinischen Kaiser Johannes Komnenos belagert, das Schicksal der Burg entschied ein Zweikampf zwischen Konstantin, dem Anführer der armenischen Garde, und einem byzantinischen Offizier. Nach der Niederlage Konstantins wurde die Burg übergeben, Lewon und seine Söhne Toros und Lewon wurden bald darauf gefangen genommen (Niketas Choniates, Chronika, Kapitel 6).
1275 flüchtete der Patriarch von Sis während eines mamelukischen Feldzuges gegen Kleinarmenien in die Burg. Wann sie genau an die Mameluken fiel, ist unbekannt.

## Anlage
Die Außenmauern der Burg bestehen aus regelmäßigem bossierten Mauerwerk. Zahlreiche Rundtürme sichern die Mauern.
Der Eingang liegt im Südwesten, am niedrigsten Ende des Burgfelsens. Er wird durch zwei Torhäuser geschützt, von denen das äußere noch 11 m hoch erhalten ist, ursprünglich aber wohl zweistöckig war. Zahlreiche Zisternen stellen die Wasserversorgung sicher. Bauornamente sind rar.
Dunbar und Boal konnten zwei Bauphasen feststellen. Sie vergleichen das Bauwerk mit Yilan und der Burg von Anazarba und schlagen eine Datierung der zweiten Bauphase ins frühe 13. Jahrhundert vor.

## Siedlung
Westlich der Burg scheint sich eine Siedlung entwickelt zu haben, die auch in mamelukischer und osmanischer Zeit bestand und hauptsächlich von Armeniern bewohnt war. Heute ist das Dorf weitgehend verlassen.